# Рейман, Рийдо
Рийдо Рейман (эст. Riido Reiman; 19 февраля 1994, волость Йыэляхтме, Харьюмаа) — эстонский футболист, вратарь.

## Биография
Воспитанник клуба «Йокер» (Раазику), на юношеском уровне также представлял таллинскую «Флору» и клубы, входившие в систему «Флоры» — «Курессааре» и «Валга Уорриор». Взрослую карьеру начал в 2009 году в составе «Йокера», игравшего в четвёртом и третьем дивизионах Эстонии.
В 2011 году перешёл в «Курессааре». Дебютный матч в высшем дивизионе Эстонии сыграл 9 апреля 2011 года против «Вильянди». В высшей лиге за три сезона в составе островного клуба сыграл 28 матчей и пропустил 55 голов. В весенней части сезона 2014 года продолжал играть за «Курессааре» в первой лиге.
Летом 2014 года вернулся в «Йокер» и много лет продолжал играть на любительском уровне, в том числе выходил на позициях полевого игрока, был капитаном команды. Некоторое время тренировал второй состав «Йокера» и сборную волости Раазику.
Выступал за сборные Эстонии младших возрастов, провёл более 20 матчей. Был в составе юношеской сборной на финальном турнире чемпионата Европы среди 19-летних 2012 года, проходившем в Эстонии, но ни разу не вышел на поле.

## Личная жизнь
Брат Рауно (род. 1992) также был футболистом и играл в высшей лиге за «Курессааре».